# 존 고프 랜드
존 고프 랜드(영어: John Goffe Rand, 1801년 1월 27일~1873년 1월 23일)는 미국의 화가이자 발명가이다. 그는 보스턴, 런던, 뉴욕에서 활동했으며 튜브 물감을 최초로 발명하고 특허를 냈다.
튜브 용기를 사용함으로써 남은 유성 페인트를 보다 안정적으로 보관하여 마르지 않고 사용할 수 있었다. 1841년에 랜드는 미국 특허청에서 튜브 물감에 대한 특허(1841년 9월 11일 특허 번호 2,252)를 취득했다.
인상파 화가 피에르 오귀스트 르누아르의 아들 장 르누아르에 의하면 그의 아버지 오귀스트 르누아르는 "튜브에 담긴 페인트가 없었다면 세잔도, 모네도, 시슬리도, 피사로도 없었을 것이며 후에 언론인들이 인상주의라고 부르는 것도 없었을 것이다"라고 말했다고 한다. 그러나 미술사학자 안테아 칼렌(Anthea Callen)은 인상주의가 "단순히 페인트의 휴대성 때문만은 아니다"라고 주장했다.
존 랜드의 후기 다른 발명품들은 널리 인정되지 못했고 그의 아이디어 대부분은 경제적으로 성공하지 못했다.
그는 뉴욕 브롱크스의 우드론 공동묘지에 안장되었다.